# Кітасато Сібасабуро
Кітасато Сібасабуро ((29 січня 1853 , Оґуні, Провінція Хіґо, Японська імперія  — 13 червня 1931 , Токіо, Японська імперія )) — японський бактеріолог, інфекціоніст, найбільш відомий як один з відкривачів збудника чуми (Yersinia pestis), яке відбулось під час 3-її пандемії у 1894 році в Гонконгу, практично одночасно з Александром Єрсеном.
У 1885 переїхав до Берліна, де спочатку працював в Гігієнічному інституті під керівництвом Роберта Коха.
У 1891 році став асистентом Інституту інфекційних хвороб, брав участь у розробці засобів проти дифтерії і сибірки.
У 1889 році він виділив з гною ран трупа померлого від правця збудника хвороби і вперше в світі вивчив його властивості в чистій культурі.
У 1890 році він разом з Емілем Берінгом показав, що токсин правцевої палички може нейтралізуватися специфічною кров'яною сироваткою, отриманою від тварин після їхньої імунізації правцевим токсином.
У 1892 році присвоєне вчене звання професора. Повернувся на батьківщину, в Токіо, де очолив відкритий при Токійському університеті бактеріологічний інститут.
З 1896 року став директором шпиталю для інфекційних хвороб, а також завідував санітарною лабораторією і Пастерівською станцією профілактики сказу.
У 1894 році під час епідемії чуми під час її третьої пандемії в Гонконзі виділив збудника цієї хвороби (одночасно з Александром Єрсеном, на честь якого ця бактерія пізніше отримала свою назву). Хоча Кітасато першим опублікував свої дослідження, але проведена порівняльна перевірка ходу цих досліджень у обох науковців показала все ж таки у цьому питанні першість належить саме Єрсену.